# Спекание нанокерамики
Спекание нанокерамики (англ. sintering of nanoceramics) — метод термической обработки нанопорошков или спрессованных из них заготовок для получения компактных (консолидированных) и, как правило, высокоплотных материалов и изделий с минимальным средним размером зерна.

## Описание
Для спекания нанопорошков и нанокерамики используют традиционные методы спекания и специализированные методы термообработки. Специфическая задача спекания нанокерамики — сохранение малого размера зёрен и предотвращение их укрупнения во время спекания спрессованных образцов. Это возможно при высокой плотности прессовок (не менее 0,7 от теоретической плотности материала), когда спекание протекает достаточно быстро; при относительно низкой температуре спекания (не более половины температуры плавления материала); при сокращении продолжительности спекания.
Высокоплотные компактные наноматериалы получают горячим прессованием при высоком (до 10 ГПа и более) давлении. Например, порошок TiN со средним размером частиц 40 нм спекали при давлении 4 ГПа и температуре 1400–1500 К; в спечённом образце размер зерна не превышал 60 нм, а относительная плотность образца достигала 92–93 %.
Применение импульсного прессования ведет к более высокой плотности образцов в сравнении со статическим прессованием благодаря быстрому движению порошковой среды, а краткость разогрева нанопорошка позволяет уменьшить его рекристаллизацию при высокой температуре и сохранить малый размер частиц.
Перспективно спекание керамических наноматериалов с помощью сверхвысокочастотного (СВЧ) излучения (microwave radiation). Метод основан на сверхвысокочастотном нагреве спекаемого образца. Нагрев осуществляется излучением миллиметрового диапазона (диапазон частот от 24 до 84 ГГц). Объемное поглощение сверхвысокочастотной энергии обеспечивает одновременный равномерный нагрев всего образца, поскольку скорость нагрева не ограничена теплопроводностью, как в традиционных методах спекания. Это позволяет получать спеченную керамику с однородной микроструктурой. Например, микроволновое спекание компактных образцов Al2O3, спрессованных из нанопорошка со средним размером частиц 26 нм и имевших относительную плотность 52 %, позволило получить образцы Al2O3 с плотностью 99% и средним размером кристаллитов ~80 нм; температура спекания составляла 1770 К. Использование микроволнового спекания позволяет также создавать прочное соединение разных керамических наноматериалов.